# Erodium atlanticum
Erodium atlanticum är en näveväxtart som beskrevs av Ernest Saint-Charles Cosson. Erodium atlanticum ingår i släktet skatnävor, och familjen näveväxter. Utöver nominatformen finns också underarten E. a. cossonii.